# Бернхард Хайнрих Карл Мартин фон Бюлов
Бернхард Хайнрих Карл Мартин фон Бюлов (на немски: Bernhard Heinrich Martin Karl von Bülow), наречен Принц фон Бюлов (1905), е германски държавник.
Служи като секретар по въпросите на външните работи 3 години, а след това и като райхсканцлер на Германската империя от 1900 до 1909 г.

## Обща оценка
Бюлов е описан като притежаващ всяко качество освен величие. Знаел е няколко езика, бил е очарователен събеседник вкъщи и във висшето общество, с капацитет да забавлява и впечатли дори опонентите си. Макар и много амбициозен, след като получава власт и позиция в германското правителство, не е имал други амбиции, позволявайки на другите да дават насоки при разработването на политиките. Неговият характер го прави добър избор за работа с император Вилхелм II, който изисква съгласие и ласкателство от своите висши министри, дори ако те понякога след това игнорират инструкциите на Бюлов.
Бернхард фон Бюлов е написал 4 тома автобиография, които са публикувани след смъртта му, което забележимо променя общественото възприятие за неговия характер, тъй като другите го описват като открояващ се със злонамереност. Изявявал се е като чудесен участник в дебатите в Райхстага, въпреки че е бил мързелив в изпълнението на задълженията си. Той е описан от Фридрих фон Холщайн, който в продължение на 30 години е първи съветник във външнотърговския отдел и има голямо влияние върху политиката по това време, така: „четеше повече Макиавели, отколкото би могъл да научи“. Майка му твърди: „Бернхард прави тайна от всичко“.

## Биография

### Произход и младежки години
Карл Мартин фон Бюлов е роден на 3 май 1849 г. в Клайн Флотбек, сега част от Алтона, район на Хамбург. Баща му Бернхард Ернст фон Бюлов е датски и германски държавник. Неговият брат, генерал-майор Карл Улрих фон Бюлов, е кавалерийски командир по време на Първата световна война, където взема участие в атаката на Лиеж през август 1914 г.
Бюлов дължи знанията си по английски и френски език на гувернантки, които са го научили като малко дете. Баща му говори френски, докато майка му говори английски, тъй като не е било необичайно сред обществата в Хамбург. През 1856 г. баща му е изпратен в Бундестага във Франкфурт, за да представлява Холщайн и Лауенбург, а там е Ото фон Бисмарк, който представлява Прусия. Той става голям приятел с Херберт, сина на Бисмарк, когато започват да свирят заедно. В замъка Румпенхайм той свири и с принцеса Александра, станала по-късно кралица на Англия. На тринадесетгодишна възраст семейството му се премества в Нойщрелиц, когато баща му става главен министър на Великия херцог на Мекленбург. Там той учи в гимназията във Франкфурт, преди да отиде в университетите в Лозана, Лайпциг и Берлин.

### Френско-пруска война (1870 – 1871)
Той е доброволец по време на Френско-пруската война и става ефрейтор в хусарския кралски полк. През декември 1870 г. е в ескадрилата в близост до Амиен. Повишен е в лейтенант и е поканен да остане в армията след войната, но отказва. През 1872 г. завършва право в университета на Грайфсвалд. След това влиза в първата пруска публичната служба, а по-късно и в дипломатическата служба.

### Дипломатическа кариера (1873 – 1900)
През 1873 г. баща му става държавен секретар на външните работи в германското правителство, което служи при канцлер Бисмарк, Бюлов младши също влиза в дипломатическия корпус. Първите му задачи са до Рим, Санкт Петербург, Виена и след това Атина. През 1876 г. е назначен за аташе в германското посолство в Париж, присъства и на Берлинския конгрес като секретар три години по-късно става втори секретар на посолството.
През 1884 г. се надява да бъде изпратен в Лондон, но вместо това става първи секретар в посолството в Санкт Петербург. По пътя към новата си задача той остава за няколко дни във Варзин със семейството на Бисмарк. Бисмарк обяснява на Бернхард фон Бюлов, че счита отношенията с Русия за много по-важни от тези с Великобритания и затова е изпратен там. Бисмарк се впечатлява от спокойствието и поведението на Бюлов по време на това интервю. В Русия той действа като шарже д'афер, през 1887 г. защитава етническо прочистване на поляците от полски територии в немската империя, в бъдещия въоръжен конфликт. Бюлов пише редовно на министерството на външните работи и се оплаква от посланик Швайнитц. Швайнитц обаче е харесван и Бюлов печели за себе си репутация на интригант. През 1885 г. Холщайн отбеляза с възхищение, че Бюлов се опитва да спечели принц Хлодвиг цу Хоенлое-Шилингсфюрст, отстранен като посланик във Франция, така че той може да го замести, докато обменя приятелски писма с Хоенлое.
На 9 януари 1886 г., докато е все още в Санкт Петербург, той се жени за принцеса Мария Анна Зо Розалия Бекадели ди Болоня, чийто първи брак с граф Карл фон Дьохов е бил прекратен и обявен за нищожен от Светия престол през 1884 г. Принцесата е пианист и ученик на Ференц Лист, тя е доведена дъщеря на италианския държавник Марко Мингети и дъщеря на Дона Лаура Мингети (по баща Актън), който е високо уважаван в римското общество. Мария е била женена в продължение на шестнадесет години и има три деца. С Бюлов преди това са имали многобройни любовни връзки, но бракът им е предназначен за по-късен етап. През 1888 г. му е предложен избор за назначение във Вашингтон или Букурещ, като избира Букурещ, след както Мария се противопоставя на перспективата за пътуване до Америка и да напусне семейството си. Той прекарва следващите пет години в опити да бъде назначен в Рим, където съпругата му има добри връзки. Хумберт Кинг пише на кайзера, като споделя че ще бъде доволен, ако Бюлов стане посланик там, и през 1893 г. той изпълнява това.
На 21 юни 1897 г. Бюлов получава телеграма, даваща му указания да отидат в Кил, за да говори с кайзер Вилхелм. По пътя той спира във Франкфурт, за да говори с Филип Уленбург. Уленбург обяснява, че кайзерът иска нов държавен секретар на министерството външните работи и призовава Бюлов да заеме поста, който е един и същ със заемания от баща му някога. В Берлин Бюлов за пръв път говори с Холщайн, който му обяснява, че би предпочел настоящият секретар Адолф фон Маршал Биберщайн да остане на работа, Кайзерът обаче е твърдо решен да го замени с предпочитания наследник Бюлов. Маршал сам казва, че въпреки че не е иска да напуска това е неизбежно и би предпочел да види Бюлов за свой наследник. Като се надява, че Бюлов ще е в състояние да му намери пост, като посланик. Райхсканцлер Хоенлое, отчаяно иска да се пенсионира поради старост и призова Бюлов да поеме поста, въпреки това Бюлов призова Хоенлое да продължи в длъжност толкова дълго, колкото може.
Бюлов пристига в Кил на 26 юни и се срещна с Вилхелм. Кайзерът казва, че една от основните задачи на новия секретар, ще бъде да се настрои за изграждането на флот от световна класа като този на британците. Бюлов поисква време да обмисли предложението и на 3 август приема. Двамата оформят добри работни отношения. Вместо да се противопоставя на кайзера, както някои от неговите предшественици са направили, Бюлов се съгласява с него по всички въпроси, макар че понякога заради лошата си памет Вилхелм дава различни инструкции на Бюлов. Постът на външен министър е подчинен на райсканцлера, и по времето на канцлер Бисмарк постът е бил само функционерски.
Бюлов провежда седалище в пруското правителство, макар че Вилхелм е император на цяла Германия, той също е крал и на Прусия. Като външен министър, Бернхард фон Бюлов е отговорен главно за провеждането на политика на колониална експанзия (или „Weltpolitik“), с която императорът се идентифицира. Той е приветстван от Министерството на външните работи да заеме поста на Бисмарк след неговата принудителна оставка през 1890 г., тъй като е първият професионален дипломат. В началото Бюлов е предпазлив относно приемането на поста, защото Холщайн остава като първи съветник, а на практика властта се ръководи от Холщайн през последните години. Холщайн (наречен „чудовището на лабиринта“) обаче се смята за незаменим, тъй като притежава голям опит на заеманата от него длъжност, той е хитър, с добра памет за държавните дела през цялото време. Уленбург съветва Бюлов да заложи на начина, по който работят веднага след пристигането му, и така двамата успяват да работят заедно. През 1899 г. Бюлов довежда до успешен край преговорите, с които Германия придобива Каролинските острови и заради този негова проява е повишен до ранга на граф.

### Райхсканцлер
През октомври 1900 Бюлов е извикан от кайзера на лов в уединение в Хюберсток. Там Вилхелм отправя въпроса на Бюлов дали иска да стане райхсканцлер на Германската империя и министър-председател на Прусия. Бюлов пита дали наистина е най-добрият човек за тази работа, а кайзерът признава, че би предпочел Уленбург, но не е сигурен, че той е достатъчно способен. На 16 октомври Бюлов отново е призован, този път в Хомбург, където влакът му е посрещнат лично от Вилхелм. Кайзерът обяснява, че Хоенлое не може повече да продължава дейността си като канцлер и този път Бюлов приема работата, към която се стреми в продължение на много години. Смяната на държавния секретар е необходима и в началото работата се предлага на Холщайн, който очаквано отказва поради това, че постът му изисква явяване пред Райхстага. Постът е даден на барон Освалд фон Рихтхофен, който е подсекретар на Бюлов. Така постът държавен секретар се връща към подчинена роля на канцлера, както по времето на Бисмарк и Холщайн.
След встъпването си на длъжност канцлер, тношения на Бюлов с кайзера не се променят и всяка сутрин, когато Вилхелм е в Берлин той посещава новият канцлер. Вилхелм отбеляза „всеки път, когато той изразява становище в несъгласие с императора, Бюлов остава мълчалив за няколко минути и след това казва точно обратното, с увода Ваше Величество.....“. Бюлов употребява тютюн, бира, кафе, ликьор и отнема около 35 минути от времето си всяка сутрин в упражнения, като в неделя предприема дълги разходки в гората. През 1905 г. на 56-годишна възраст довежда хусари от стария си полк, по повод парад в чест на кайзера, след срещата получава ранг генерал-майор. През 1901 г. Вилхелм казва на Уленбург: „Откакто имам Бюлов мога да спя спокойно“.
Първите му видни действия като канцлер е майсторската отбрана на Райхстага на германския империализъм в Китай. Бюлов често прекарва времето си в защита на германската външна политика пред парламента, за да не може да се каже нищо за многото гафове на Вилхелм II.

### Мароканска криза
През 1903 г. Едуард VII посещава Париж. Франция и Великобритания са били колониални съперници и има дълга история на конфликти, но Едуард е твърдо решен да засили британската популярност във Франция. Президентът Лубе е поканен да направи реципрочна визита в Лондон през юли. В Германия има скептицизъм сред високопоставени министри, че всичко ще се състои с лекота. Сериозните преговори за формален съюз започва между френския посланик Камбон в Лондон и британският външен министър Маркиз Лансдаун. Като част от преодоляване на различията, Франция се съгласява да не оспорва британския контрол над Египет, ако Великобритания подкрепи претенциите на Франция в Мароко. На 24 март 1904 г. Франция официално информира германския посланик за новата англо-френска конвенция. Посланикът Принц Радолин отговоря, че чувства споразумението естествено и оправдано. Германската преса отбеляза, че сделката в Мароко няма да навреди на немските интереси и че френската намеса за възстановяване на реда в страната може да помогне на германската търговия. Бюлов уверява британския посланик, че той е доволен да види Великобритания и Франция в уреждане на техните различия. Той информира Райхстага, че Германия няма възражения по сделката и не се опасява за германските интереси в Мароко.